# Bahnhofswagen

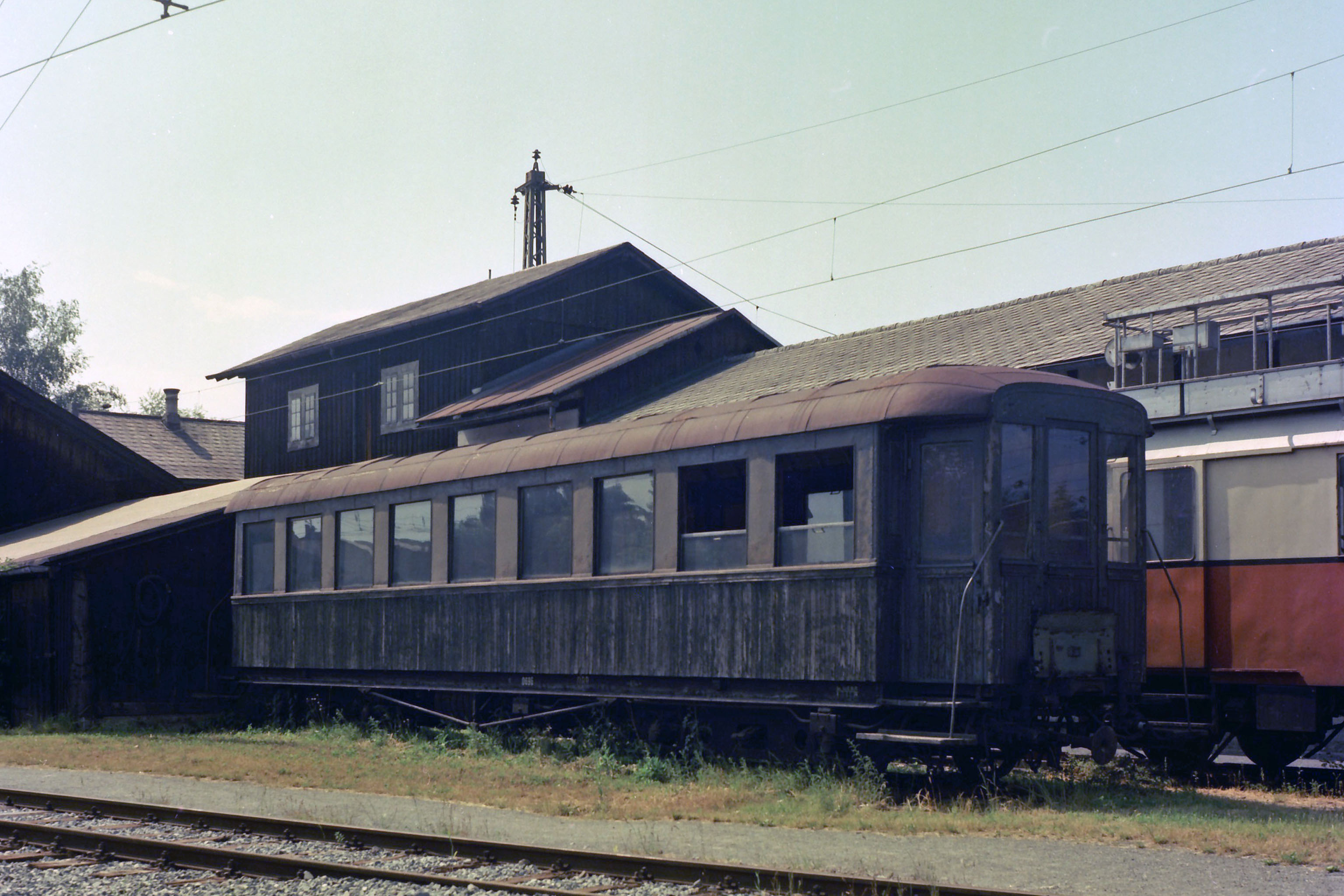
ex LWP Cah 1500 als Bahnhofswagen in Bregenz (1977)

Bahnhofswagen sind Eisenbahnwagen, in der Regel ausgemusterte Personen- oder Güterwagen, die ausschließlich innerhalb eines Bahnhofs für innerbetriebliche Zwecke, eingesetzt wurden.

## Nutzung
Sie durften nicht in Züge eingestellt werden, da sie den Vorschriften wie der deutschen Eisenbahn-Bau- und Betriebsordnung nicht mehr entsprachen. Häufig dienten sie als ortsfeste Lager- oder Aufenthaltsräume, vereinzelt wurden sie für Transporte, wie beispielsweise von Stückgütern, Werkstoffen, Müll oder Schlacke innerhalb des Bahnhofs benutzt. Heute sind sie nur noch selten anzutreffen. In der Regel wurden bei Bahnhofswagen die bei Wagen des Betriebsbestandes erforderlichen Anschriften wie Wagennummern und Gattungszeichen entfernt. Sie erhielten in Deutschland an deren Stelle den Schriftzug Bahnhofswagen fallweise mit einer Nummer, den Standort und Darf nicht in Züge eingestellt werden. Unterhaltungsarbeiten erfolgten nur im für die Nutzung unbedingt erforderlichen Maß.